# Paraliochthonius rupicola
Espèce
Paraliochthonius rupicola est une espèce de pseudoscorpions de la famille des Chthoniidae.

## Distribution
Cette espèce est endémique des îles Galápagos en Équateur. Elle se rencontre sur l'île Fernandina et l'île Darwin.

## Description
Les mâles mesurent de 1,57 à 1,72 mm et les femelles de 1,67 à 2,26 mm.

## Publication originale
- Mahnert, 2014 : Pseudoscorpions (Arachnida: Pseudoscorpiones) from the Galapagos Islands (Ecuador). Revue Suisse de Zoologie, vol. 121, no 2, p. 135-210 (texte intégral).